# Yongzhou Lingling Airport
Yongzhou Lingling Airport (kinesiska: 永州零陵机场) är en flygplats i Kina. Den ligger i provinsen Hunan, i den södra delen av landet, omkring 250 kilometer sydväst om provinshuvudstaden Changsha.
Runt Yongzhou Lingling Airport är det tätbefolkat, med 297 invånare per kvadratkilometer. Närmaste större samhälle är Lengshuitan, 7,3 km norr om Yongzhou Lingling Airport. I omgivningarna runt Yongzhou Lingling Airport växer huvudsakligen savannskog.
Genomsnittlig årsnederbörd är 1 811 millimeter. Den regnigaste månaden är maj, med i genomsnitt 262 mm nederbörd, och den torraste är oktober, med 26 mm nederbörd.